# Iglesia de San Agustín (Madrid)
La iglesia de San Agustín es una iglesia cristiana de Madrid (España), erigida en la calle de Joaquín Costa, en la Colonia de El Viso. Es una obra del arquitecto clasicista Luis Moya Blanco realizada de 1946 a 1950.

## Características
El edificio presenta una planta elíptica. Posee cuatro capillas laterales de forma circular, dedicadas al Santísimo Sacramento, Santa Filomena, sacristía y baptisterio. La iglesia se encuentra situada en el Paseo de Ronda (calle de Joaquín Costa), con vuelta a la calle de Felipe Pérez y fachada posterior a la de Puente Duero. La parte posterior del solar se reserva para la casa parroquial. Contiene una importante pintura de Luis de Morales, la Virgen y el Niño con un pajarito.
Es muy similar a la iglesia de la Universidad Laboral de Gijón, del mismo autor y mismas fechas.
En 2019 fue declarada bien de interés cultural, con la categoría de monumento.